# Alangudi
Alangudi è una suddivisione dell'India, classificata come town panchayat, di 10.742 abitanti, situata nel distretto di Pudukkottai, nello stato federato del Tamil Nadu. In base al numero di abitanti la città rientra nella classe IV (da 10.000 a 19.999 persone).

## Geografia fisica
La città è situata a 10° 22' 58 N e 78° 58' 29 E.

## Società

### Evoluzione demografica
Al censimento del 2001 la popolazione di Alangudi assommava a 10.742 persone, delle quali 5.429 maschi e 5.313 femmine. I bambini di età inferiore o uguale ai sei anni assommavano a 1.339, dei quali 571 maschi e 768 femmine. Infine, coloro che erano in grado di saper almeno leggere e scrivere erano 8.248, dei quali 4.501 maschi e 3.747 femmine.